# Mary Hynes Swanton
Mary "Mamie" Hynes Swanton (22 de junho de 1861 – 25 de novembro de 1940) foi uma sindicalista australiana.

## Biografia
Swanton nasceu em 22 de junho de 1861, filha de James Swanton e Sarah Marie, em Melbourne. Seu pai era proprietário de um carro e tanto seu pai quanto sua mãe eram irlandeses. Ela foi educada por freiras beneditinas. Em 1889 trabalhava como alfaiate na Austrália Ocidental. Ela participou de uma reunião de sufrágio feminino em Perth em 1896. Swanton tornou-se membro da Associação dos Nativos Australianos (ANA). Ela foi a primeira mulher a receber o título de membro honorário vitalício em 1900. Swanton também ajudou a fundar a Associação das Mulheres Australianas, o Clube Karrakatta.
Swanton foi presidente fundadora do Sindicato das Alfaiates de Perth de 1900 a 1905, quando este se tornou parte do Sindicato dos Alfaiates. Ela era a representante no Conselho de Comércio e Trabalho. Sua principal área de ativismo foi a redução do trabalho infantil no comércio de roupas de Perth por questões de saúde. Swanton se tornou a primeira mulher eleita presidente do Sindicato dos Alfaiates da Austrália Ocidental, em 1907. Em 1913 ela se mudou para Kalgoorlie para morar com seu irmão e se tornou sua governanta. Ela continuou a trabalhar para a ANA local e escreveu artigos regularmente até retornar a Subiaco. Ela abriu o Clube para Jovens Operárias de Perth no final dos anos 1920. Ela viajou pela Grã-Bretanha e os Estados Unidos antes de retornar à Austrália e passar a viver em Sydney, onde morreu no dia 25 de novembro de 1940. Swanton está enterrado no cemitério de Rookwood.   